# Joshua Zeller
Pour les articles homonymes, voir Cunningham.
Joshua Zeller (né le 19 octobre 2000) est un athlète britannique spécialiste du 110 mètres haies.

## Biographie
Il remporte la médaille d'or du 110 m haies (hauteur de 99 cm) lors des championnats d'Europe juniors de 2019.
Le 15 mai 2022, à Minneapolis, il porte son record personnel à 13 s 19. Il se classe cinquième des championnats du monde 2022 à Eugene, en 13 s 33.

## Palmarès
| Date | Compétition                   | Lieu   | Épreuve | Résultat            | Temps   |
| ---- | ----------------------------- | ------ | ------- | ------------------- | ------- |
| 2019 | Championnats d'Europe juniors | Borås  | 1er     | 110 m haies (99 cm) | 13 s 39 |
| 2022 | Championnats du monde         | Eugene | 5e      | 110 m haies         | 13 s 33 |

## Records
| Épreuve     | Temps   | Lieu        | Date        |
| ----------- | ------- | ----------- | ----------- |
| 110 m haies | 13 s 19 | Minneapolis | 15 mai 2022 |